# Fruits et Légumes (roman)
Fruits et Légumes est un roman d'Anthony Palou publié le 18 août 2010 aux éditions Albin Michel qui a reçu le prix des Deux Magots l'année suivante.

## Éditions
- Fruits et légumes, éditions Albin Michel, 2010  (ISBN 978-2226215185).